# Гандамак
Гандамак — деревня в Афганистане, расположенная между Кабулом и Джелалабадом, в 56 км от Джелалабада (по старой дороге).

## История
При отступлении из Кабула армии генерала Элфинстоуна в 1842 году на холме возле Гандамака произошла битва (битва при Гандамаке), во время которой последние оставшиеся в живых силы — двадцать офицеров и сорок пять британских солдат из 44-го Восточного Эссексского полка — были убиты,  оставив[кто?] только одного выжившего.
Гандамак также известен по Гандамакскому договору, который был подписан здесь 26 мая 1879 года между Его Высочеством Мухаммедом Якубом Ханом, эмиром Афганистана и его зависимостями[кем?] и сэром Луи Каваньяри из Индийского офиса британского правительства, что ознаменовало окончание Первой части Второй англо-афганской войны.